# Charlotte Rae
Charlotte Rae (Milwaukee, Wisconsin, 22 de abril de 1926-Los Ángeles, California, 5 de agosto de 2018) fue una actriz y cantante estadounidense. Conocida por su papel de Edna Garrett en las comedias Diff'rent Strokes y The Facts of Life, donde actuó desde 1979 hasta 1986. Recibió un Emmy a mejor actriz de comedia en 1982.

## Biografía

### Vida personal
Era la segunda de las tres hijas de un matrimonio de inmigrantes judíos rusos, Esther (nacida Ottenstein) y Meyer Lubotsky. Se graduó en Shorewood High School. Comenzó sus estudios universitarios en la Universidad de Northwestern en Illinois, pero no llegó a terminarlos. Casada con el compositor John Strauss, con quien tuvo dos hijos. Se divorciaron en 1976. Tuvo tres nietos.

## Carrera
Comenzó su carrera artística en la década de 1950, cuando protagonizó varias películas: Three Wishes for Jamie, La ópera de los tres centavos, Li'l Abner y Pickwick. En 1955, publicó su primer (y único) disco en solitario, Songs I Taught My Mother, que incluyó canciones «tontas, pecaminosas y satíricas» de Sheldon Harnick, Vernon Duke, John La Touche, Cole Porter, Rodgers & Hart y Marc Blitzstein (quien escribió la canción «Modest Maid» especialmente para Rae), entre otros. En 1992, participó en la película del filme de Hanna Barbera Tom y Jerry: La película, donde hizo la voz original de Prístina Gordis,  El álbum se publicó en CD en 2006 por PS Classics. También en la década de 1950, Rae hizo varias apariciones en The Ed Sullivan Show.
Su primer gran éxito fue en la comedia de situación Car 54, Where Are You? (1961-1963) encarnando el papel de Sylvia Schnauser, la esposa del oficial Leo Schnauser (interpretado por Al Lewis). Nominada para un premio Emmy por su papel secundario en 1975 en Queen of the Stardust Ballroom. Intervino en Sesame Street como Molly Correo Dama. En 1964, participó en un anunció de petróleo.
También intervino en diversas series y películas como The Worst Witch, Sisters, 101 dálmatas: la serie, The King of Queens y The Facts of Life (entre 1982 y 2001).
En 2000, encarnó el papel de Berthe en Paper Mill Playhouse, una producción musical de Pippin. En 2007, apareció en un espectáculo de cabaret en la Sala de Peluche en San Francisco.

## Fallecimiento
Charlotte Rae falleció el 5 de agosto de 2018 por un paro cardiorrespiratorio; la actriz venía luchando contra el cáncer óseo que le detectaron en el 2017. Tenía noventa y dos años.